# Rödjan, Göteborg
Rödjan är en stadsdel i Göteborg med stadsdelsnummer 27, ingående i primärområdet Arendal tillhörande stadsområde Hisingen, och belägen vid Älvsborgsfjorden, väster om Färjestaden. Namnet kommer från den tidigare egendomen Rödjan. Rödjan är huvudsakligen ett industriområde, men där ligger också Rya skog. Stadsdelen har en areal på 195 hektar.

## Historia
Stora Rödjan var ett kronohemman och en del av Lundby socken. Det användes bland annat som överstebostället. Udden Rya Nabbe användes under krigen på 1600- och 1700-talen av såväl danskar, som anlade en skans där i mitten av 1640-talet, som svenskar, vilka befäste den på 1680-talet. Befästningarna utökades så att där fanns såväl ett övre som ett nedre batteri under slutet av 1700-talet och början av 1800-talet. Endast rester återstår idag.
Oljehamnen Ryahamnen började anläggas inom Rödjan på 1930-talet och Skarvikshamnen tillkom på 1950-talet.
Rya skog blev länets första naturreservat 1928.

## Galleri

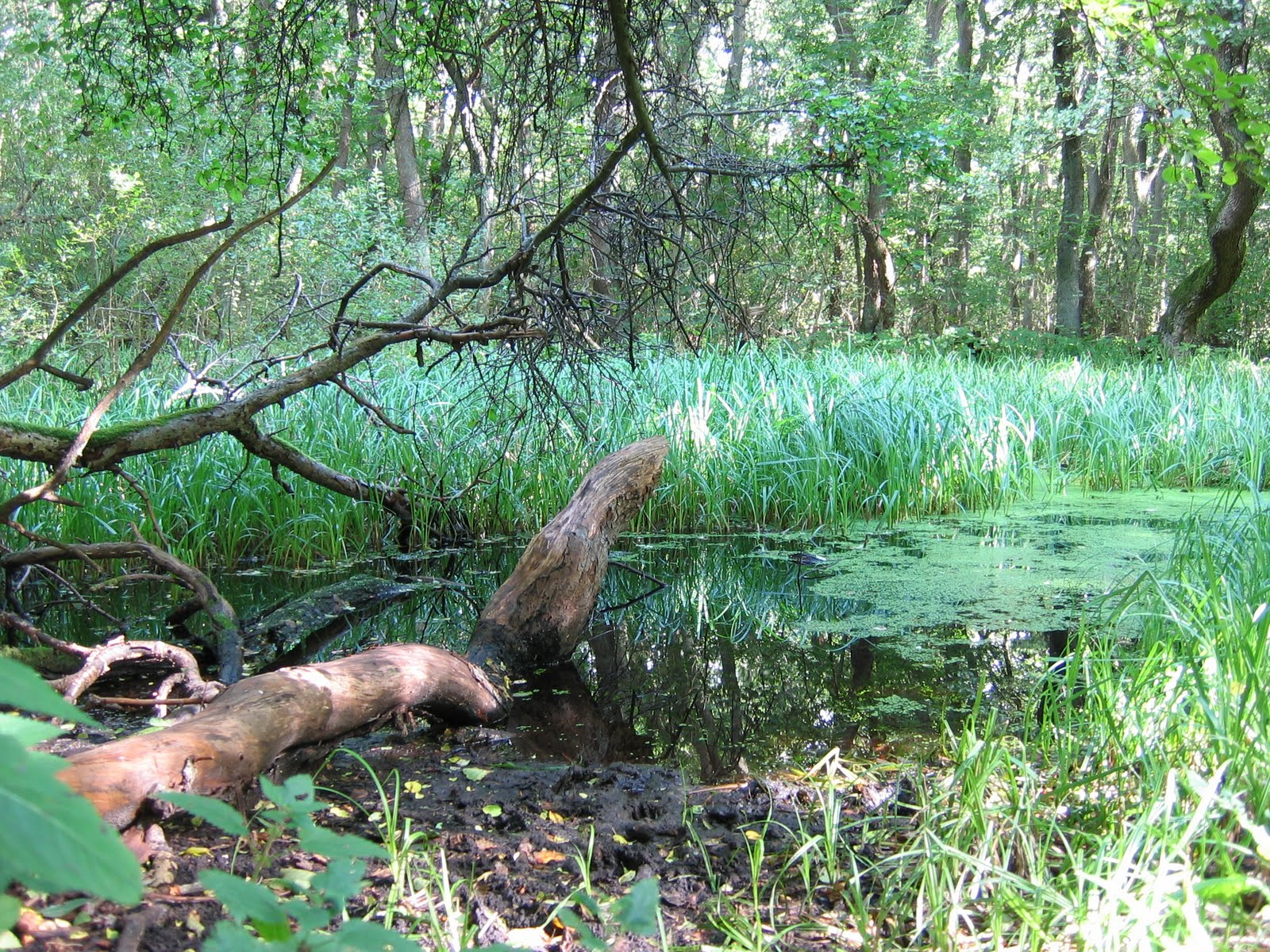
Rya skog.
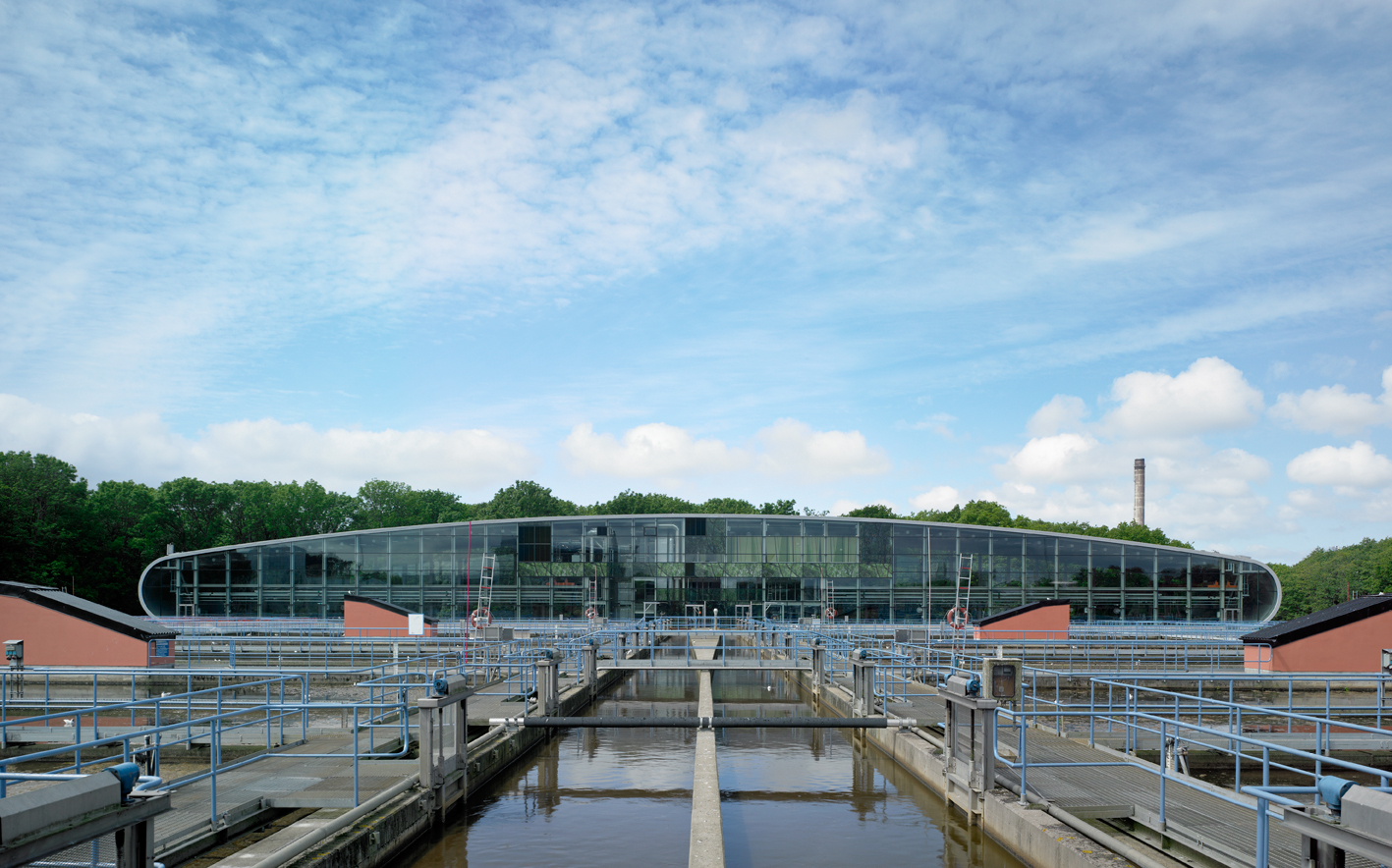
Ryaverket.
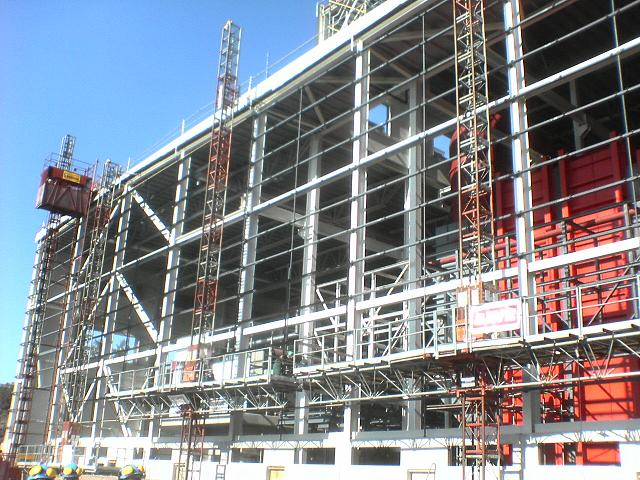
Rya kraftvärmeverk.